# 8513-as mellékút (Magyarország)
A 8513-es számú mellékút egy valamivel több, mint 7 kilométer hosszú, négy számjegyű mellékút Győr-Moson-Sopron vármegye területén. Maglóca és Acsalag községeket köti össze egymással és a 86-os főúttal.

## Nyomvonala
Maglóca központjában ágazik ki a 8511-es útból, annak a 3+450-es kilométerszelvénye közelében, nyugat-délnyugati irányban, Széchenyi utca néven. Alig fél kilométer után kilép a belterületről; a falu külterületei közt több irányváltáson esik át, de amire eléri Csorna határát – mintegy 2,5 kilométer után –, addigra ismét nagyjából a kezdeti irányát követve húzódik, többé-kevésbé nyugat felé.
A 2+850-es kilométerszelvénye táján szintben keresztezi a Hegyeshalom–Porpác-vasútvonal vágányait – jelenleg már nyílt vonalszakaszon, bár korábban valahol itt lehetett a személyforgalom előtt 1968-ban bezárt Csatárimajor megálló-rakodóhely – majd, méterekkel a 3. kilométere előtt a 86-os főutat is, nem sokkal annak 156. kilométere előtt. Elhalad a Csornához tartozó Csatárimajor épületei mellett, majd nem sokkal ezután északnyugati irányt vesz és 5,2 kilométer megtételét követően átlépi Acsalag határát. E község belterületének keleti szélét a 7. kilométere közelében éri el, ott a Csornai utca nevet veszi fel; úgy is ér véget, beletorkollva a 8514-es útba, kevéssel annak a 4+300-as kilométerszelvénye előtt.
Teljes hossza, az országos közutak térképes nyilvántartását szolgáló kira.gov.hu adatbázisa szerint 7,216 kilométer.

## Települések az út mentén
- Maglóca
- Csorna-Csatárimajor
- Acsalag